# Копиевы
Копиевы (Копьевы) — русский дворянский род.
Степан Иванович Копиев, крещёный еврей, вступил в подданство России при покорении Смоленска (1655). Один из его сыновей, Данило, был обер-комиссаром в Верхотурье, а другой, Самойло — членом ревизион-коллегии. Анна Степановна (Самойловна) Копьева — жена П. П. Шафирова. Пётр Данилович Копиев, воевода в Цывильске, был убит Пугачёвым в 1771 году.
Род Копиевых был внесён в VI часть родословной книги Санкт-Петербургской и Ярославской губерний Российской империи.
Девиз рода Копьевых: «Не поколеблет».